# アレックス・ブランコ
アレハンドロ・ブランコ・サンチェス（Alejandro Blanco Sánchez, 1998年12月16日 - ）は、スペイン・バレンシア州アリカンテ県ベニドルム出身のサッカー選手。ポジションはMF。

## クラブ経歴
2011年にバレンシアCFのカンテラに入所。2014年に一度FCバルセロナに移るも2016年にバレンシアに復帰。2017年に傘下のバレンシアCF・メスタージャに昇格。セグンダ・ディビシオンBでの2シーズンで51試合11ゴールを記録したところで、2019年1月31日にデポルティーボ・アラベスへのローン移籍が発表。2019年2月2日のレアル・マドリード戦でラ・リーガ初出場。
2019年7月9日、レアル・サラゴサへのローン移籍が発表。香川真司が所属した2部リーグ2019-20シーズンは、30試合2ゴールを記録。チームは3位に入り、昇格プレーオフ出身権を獲得。2012-13シーズン以来のリーガ復帰の期待が高まるも、準決勝でエルチェCF相手にゴールを奪えず、1分1敗で敗れた。シーズン終了後にバレンシアに復帰。
2020-21シーズンより正式にトップチームに昇格。2020年9月29日のレアル・ソシエダ戦でトップチームデビューを先発出場で果たし、1-0で勝利した。
2022年1月18日、セリエBのコモ1907に移籍し、２年半契約を結んだ。
2024年1月31日、ACレッジャーナ1919に移籍した。